# Indanyloaminopropan
Indanyloaminopropan (IAP) – organiczny związek chemiczny, empatogenna substancja psychoaktywna, pochodna amfetaminy. IAP w bardzo znacznym stopniu wpływa na gospodarkę serotoninową, gwałtownie podnosząc poziom tego neuroprzekaźnika w przestrzeni międzysynaptycznej. Zwykle otrzymywany jest z indanu.